# Oelsa (Löbau)
Oelsa (obersorbisch Wolešnicaⓘ) ist ein zur sächsischen Stadt Löbau gehörendes Dorf im Landkreis Görlitz in der Oberlausitz.

## Geographie

### Geographische Lage

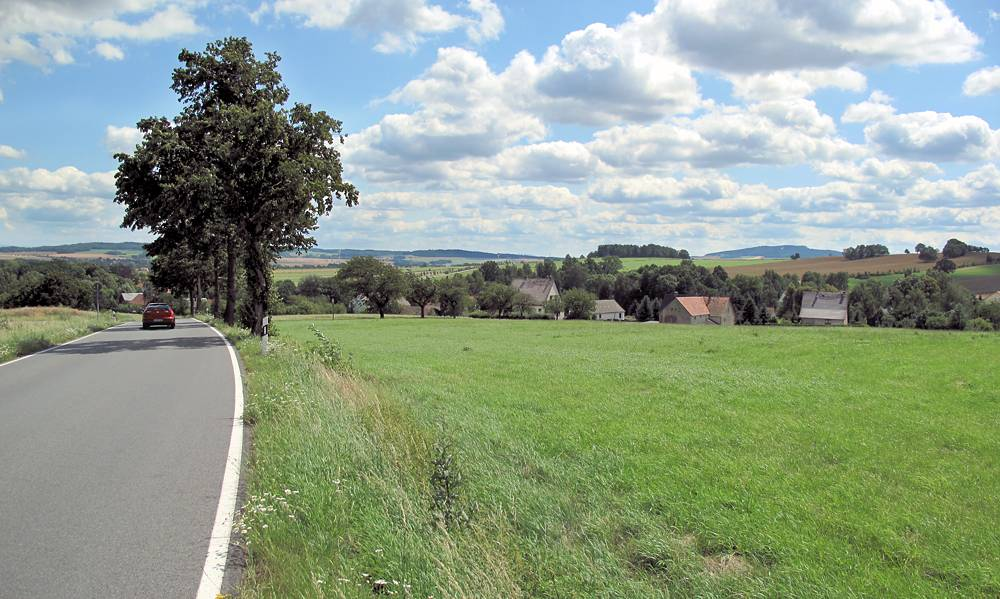
Oelsa bei Löbau im Tal der Seltenrein

Oelsa erstreckt sich drei Kilometer westlich von Löbau am Oberlauf der Seltenrein. Die Fläche des Ortes beträgt 473 Hektar und dehnt sich nach Süden bis über das Tal der Litte aus. Im Westen des Dorfes erhebt sich der Doppelgipfel des 376 Meter hohen Bubenik, der den Anfang einer Hügelkette bildet. Diese setzt sich in südöstlicher Richtung über den Fuchsberg (345 m), den Fichtelberg  (341 m), Lärchenberg (331 m) und den Nonnenberg (315 m) bis nach Großschweidnitz fort.
Nördlich von Oelsa liegen Nechen und Laucha, im Osten schließt sich Altlöbau an, das im Osten wiederum in Löbau übergeht. Südöstlich bis südlich liegen Klein- und Großschweidnitz, im Südwesten liegt Lawalde, und im Westen bis Nordwesten schließen sich Kleindehsa und Großdehsa an.

### Geologie
Der Boden besteht hauptsächlich aus Geschiebelehm, der mit einer rund einen Meter starken Schicht aus Lösslehm bedeckt ist. Die durchschnittliche Bodenwertzahl liegt bei 45.
Während der nördliche Gemarkungsteil lockere, pleistozäne Aufschüttungen aufweist, bildet die südlich liegende Hügelkette mit Lamprophyr- und Porphyritgängen einen Übergang zum Lausitzer Bergland.

## Geschichte

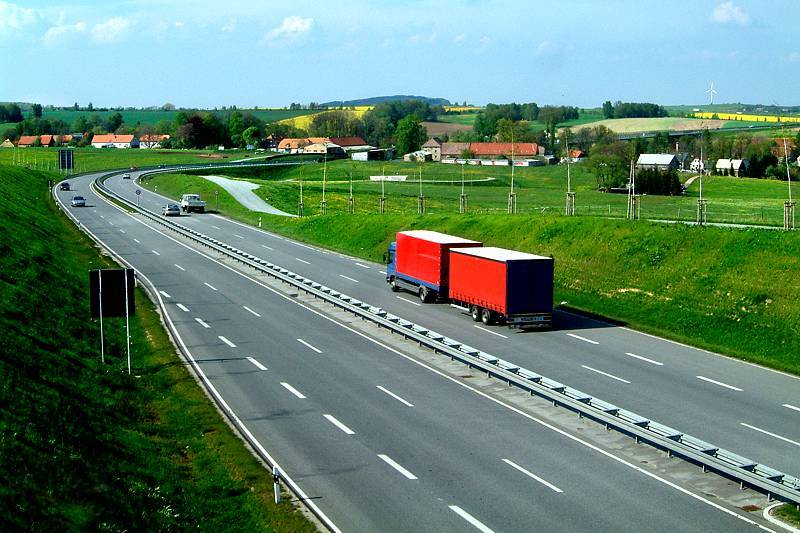
Löbauer Ortsumgehung (B 178) mit Blick auf Altlöbau und Oelsa

Das Waldhufendorf wurde 1306 als Ülsen erstmals urkundlich erwähnt und unterstand seitdem der Gerichtsbarkeit der Stadt Löbau. Im Laufe des 15. Jahrhunderts kaufte der Löbauer Rat den Ort auf und mit einer kurzen Unterbrechung durch den Pönfall blieb Oelsa ein Ratsdorf der Sechsstadt Löbau.
Die Bewohner ernährten sich von der Landwirtschaft, die durch die in den Tälern der Seltenrein und Litte vorhandenen guten Lößlehmböden recht erträglich war. Im Quellgebiet der Seltenrein fasste die Stadt Löbau ihr erstes Röhrwasser.
Mit der 1928 erfolgten Einweihung der Eisenbahn von Löbau nach Cunewalde, deren Trasse nördlich des Ortes entlangführte, erhielt Oelsa gemeinsam mit Großdehsa einen Haltepunkt. An diesem Haltepunkt errichtete der VEB Minol 1967 ein größeres Kraftstofflager. Dazu wurde der Haltepunkt aufgegeben und 1972 weiter westlich nahe Großdehsa neu eingerichtet.
1958 war die Kollektivierung der Landwirtschaft abgeschlossen und die Bauern waren alle der LPG Typ I Wiesengrund mehr oder minder freiwillig beigetreten. Im Jahr 1979 wurde Oelsa nach Löbau eingemeindet.
Im Dezember 1995 wurde das Tanklager stillgelegt. 1997 stellte die Deutsche Bahn den Personenverkehr ein und 1998 erfolgte die Streckenstilllegung und ein teilweiser Rückbau.
Die am 5. November 2001 eingeweihte Ortsumfahrung Löbau der Bundesstraße 178, die östlich des Lärchenbergs beginnt, führt zwischen Oelsa und Altlöbau hindurch nach Norden und führt bis Nechen, wo sie im Tal des Buttermilchwassers wieder auf die Bundesstraße 6 führt.

### Bevölkerungsentwicklung
| Jahr | Einwohner |
| ---- | --------- |
| 1834 | 328       |
| 1871 | 327       |
| 1890 | 376       |
| 1910 | 395       |
| 1925 | 379       |
| 1939 | 362       |
| 1946 | 447       |
| 1950 | 515       |
| 1964 | 446       |
| 2011 | 264       |

Im Jahr 1547 bestand der Ort aus 23 Bauerngütern. Bis 1777 erhöhte sich die Einwohnerzahl, so dass 18 Bauern, 7 Gärtner und 38 Häusler gezählt werden konnten. 1840 wurden 8 Groß-, 4 Mittel- und 7 Kleinbauern, 4 Groß- und 4 Kleingärtner sowie 33 Häusler gezählt. Die Zahl der Wirtschaften sank damit von 63 im Jahr 1777 auf 60 im Jahr 1840 ab.
Bereits 1834 wurden bei der Volkszählung durch den Deutschen Zollverein 328 Einwohner gezählt. Diese Zahl veränderte sich bis zur Reichsgründung im Jahr 1871 nur wenig, stieg danach bis zum Anfang des 20. Jahrhunderts auf rund 400 an. Bis zum Zweiten Weltkrieg fiel die Zahl wieder um rund 10 %, stieg nach Kriegsende durch Aufnahme von Flüchtlingen und Umsiedlern wieder an, so dass zwischenzeitlich über 500 Einwohner verzeichnet wurden. Bis Anfang der siebziger Jahre fiel die Zahl wieder ab, so dass noch etwa 240 erwachsene Einwohner gezählt wurden.
Während die Bevölkerung bis gegen Ende des 19. Jahrhunderts mehrheitlich sorbisch war, nahm die Zahl der Sorbisch-Sprecher in der Folgezeit deutlich ab. Während es 1885 noch 100 waren, wurden 15 Jahre später noch 60 und 1956 gerade noch 4 ermittelt. In Oelsa wurde der mittlerweile ausgestorbene Löbauer Dialekt des Obersorbischen gesprochen.
Die Bevölkerung ist vorwiegend evangelisch geprägt, jedoch mehrheitlich nicht mehr religiös. Noch im Jahr 1925 wurden 368 evangelikale, 9 katholische und 2 andersgläubige Einwohner ermittelt.

### Ortsname
Der deutsche Name entwickelte sich über Uͤlsen (1306), Olße (1432), Olsen (1438), Olßen prope Lobaw (1519) hin zu Oelse (1563), Oelßa (1791) und schließlich Oelsa. Daneben bildete sich ein sorbischer Name heraus, der 1700 mit Woleschinza erstmals durch Abraham Frencel urkundlich belegt wird. Dieser Name entwickelte sich über Wólschinza und Łoleschizy (1835) zu Wólšinca  und schließlich Wolešnica (1886) weiter.
Der Name leitet sich vom altsorbischen Wort Ol’šina „Erlenwald“ ab.
Anders als in den etwas nördlich gelegenen Orten Klein-Oelsa, Oelsa und Steinölsa, die alle im damals preußischen Teil der Oberlausitz liegen, wurde das sächsische Oelsa in der NS-Zeit nicht umbenannt.